# Claude Romain Lauze de Perret
Pour les articles homonymes, voir Lauze et Perret.
 Claude Romain Lauze de Perret, né à Apt (Vaucluse), le 28 février 1747, mort guillotiné à Paris, le 31 octobre 1793, député des Bouches-du-Rhône à l'Assemblée législative et à la Convention nationale.

## Biographie

### Riche propriétaire
Il appartient à une famille noble originaire des Cévennes, possédant le château de Perret près de Saint-Étienne-Vallée-Française. Son grand-père, prénommé lui aussi Claude Romain, est conseiller du roi et syndic de Saint-Étienne. Il reste très lié à ce village puisqu'il en épouse une habitante et qu'un acte notarié de 1780 le désigne même comme habitant de cette localité cévenole. 
À Apt, sa maison natale est située rue de la Merlière et fait l'angle de la rue Saint-Georges. Son père y exerçait après l'avoir achetée la charge de contrôleur du grenier à sel. Quant à lui, il fait profession d'avocat, tout en gérant ses domaines agricoles. Sa famille est propriétaire de trois maisons, de terres à Valcroissant sur le plateau des Claparèdes et à Sivergues de la Bastide de Chaix qui commande un vaste domaine. L'ensemble de ces biens a été estimé à 6 600 livres. 
Au début de la Révolution, il est le promoteur de la « Société des Amis de la Liberté » qui siège au réfectoire de l'ancien séminaire d'Apt. Membre le plus actif, en 1790, il fait annuler, pour fraudes, l'élection du sieur Divignot comme juge de paix.

### Député à la Législative et à la Convention
En septembre 1791, Lauze de Perret est élu député du département des Bouches-du-Rhône, le neuvième sur onze, à l'Assemblée nationale Législative. Il vote en faveur des mises en accusation de Bertrand de Molleville, le ministre de la Marine, et du marquis de Lafayette.
En septembre 1792, il est réélu par son département, le onzième sur douze, à la Convention nationale, où il siège du côté des girondins. Dès novembre 1792, il réclame « que l'on conserve à Paris une force suffisante pour garantir la Convention nationale contre les provocateurs qui [...] l'environnent et prêchent l'insurrection ».  En janvier 1793, il est élu membre du membre du Comité de sûreté générale, dont la composition, alors à majorité girondine, déclenche les protestations des montagnards (de Marat, de Duhem, de Tallien, de Chabot et de Legendre). Lors du procès de Louis XVI, le même mois, il vote a réclusion durant la guerre et le bannissement à la paix, et se prononce pour l'appel au peuple et le sursis.
Lors de la séance du 11 avril 1793, Lauze de Perret déclenche un violent incident en tirant son épée contre les députés de la Montagne. Bien qu'absent au scrutin sur la mise en accusation de Marat, il déclare le lendemain qu'il « regrette bien d'avoir été malade et de n'avoir pu voter contre ce monstre ». Il vote en faveur du rétablissement de la Commission des Douze.

Lauze de Perret n'est pas compris dans le décret d'arrestation du 2 juin. En revanche, mi-juillet, il est inculpé par Chabot, rapporteur du Comité de Sûreté générale : son collègue Barbaroux alors réfugié à Caen a remis une lettre de recommandation à Charlotte Corday afin qu'elle se rapproche de Lauze de Perret qui lui donne des renseignements sur Marat. Il est décrété d'accusation devant le tribunal révolutionnaire pour complicité d'assassinat, décret d'accusation confirmé en octobre par Amar. Il est jugé ainsi que vingt autres députés girondins entre le 3 et le 9 brumaire (entre le 24 et le 30 octobre) et guillotiné le 10 brumaire (le 31 octobre). Le Comité des Secours publics octroie toutefois à sa veuve et à sa fille un secours de 1 500 livres. 

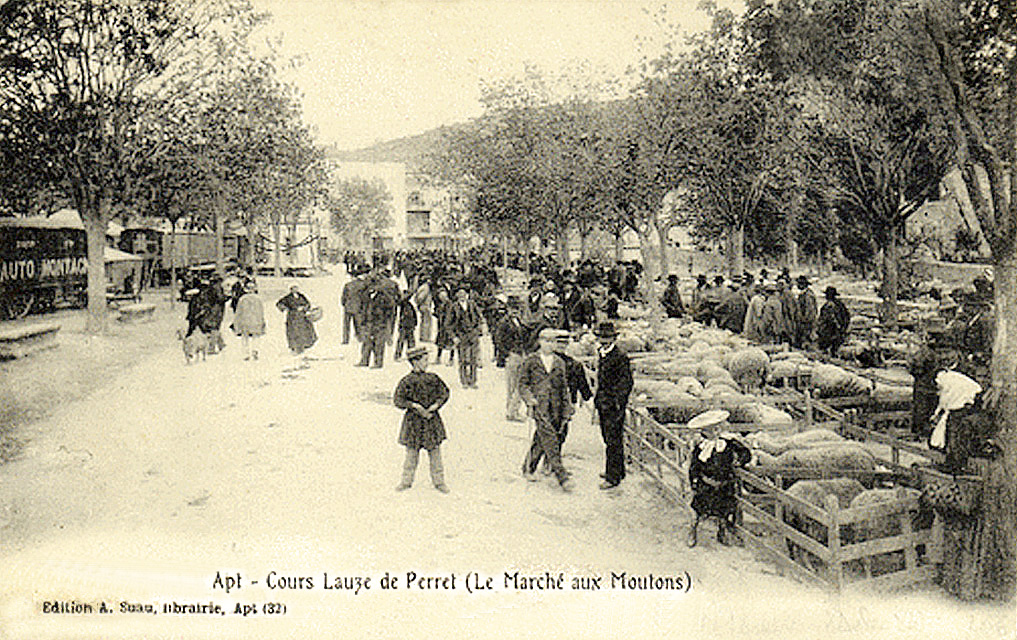
Le cours Lauze- de Perret, un jour de marché, au début du XXe siècle.

Par la suite son fils et sa petite fille publièrent plusieurs écrits pour défendre sa mémoire.
Lors de la célébration du centenaire de la Révolution, en 1889, la municipalité d'Apt a donné son nom au cours Lauze de Perret, sis entre le Jardin public et la Porte de Saignon.